# Валенсијанска Заједница
Валенсијанска Заједница (кат. Comunitat Valenciana; шп. Comunidad Valenciana) је шпанска аутономна заједница смештена на истоку Иберијског полуострва, на обали Средоземног мора. Састављена је од провинција Аликанте, Кастељон и Валенсија. На северу се граничи са Каталонијом и Арагоном, на западу са Кастиља-Ла Манчом и Арагоном, и на југу с Мурсијом.
Подручје ове аутономне заједнице, које се подудара у великој мери са територијом историјеске Краљевине Валенсије, носило је током времена различита имена: на крају 19. века било је познато као Валенцијански регион, а крајем 1960-их неслужбено се називало Валенсијанском државом.
Главни град ове регије је Валенсија.

## Становништво
| 1970.     | 1981.     | 1991.     | 2001.     | 2011.     |
| --------- | --------- | --------- | --------- | --------- |
| 3.073.255 | 3.646.870 | 3.857.234 | 4.162.776 | 5.009.931 |